# Havet i kulturen
Havets rolle i kulturen har været vigtig i flere århundreder, da mennesker oplever havet på meget selvmodsigende måder: som kraftigt, men stille, smukt, men farligt. Menneskers syn på havet kan findes i mange kunstformer såsom litteratur, kunst, poesi, film, teater og klassisk musik. Den tidligste kendte kunst, der skal forestille både er 40.000 år gammel. Siden da har kunstnere i mange forskellige lande og kulturer afbilledet havet på deres egen måde. Symbolsk er der mange eksempler på at havet er blevet portrætteret som et fjendtligt miljø befolket af fantastiske skabninger: eksempler på sådanne havuhyrer er Livjatan i Bibelen, Isonade i japansk mytologi og Kraken i den sene nordiske mytologi. I psykiateren Carl Jungs værker om drømmetydning symboliserer havet det personlige og det kollektive ubevidste.